# Роберт Любичич
Роберт Любичич (нім. Robert Ljubičić, нар. 14 липня 1999) — хорватський та австрійський футболіст боснійсько-хорватського походження, півзахисник клубу АЕК (Афіни).

## Клубна кар'єра
Народився 14 липня 1999 року. Вихованець футбольної школи клубу «Санкт-Пельтен». Дорослу футбольну кар'єру розпочав 2018 року в основній команді того ж клубу, в якій провів три сезони, взявши участь у 88 матчах чемпіонату. Більшість часу, проведеного у складі «Санкт-Пельтена», був основним гравцем команди.
Влітку 2021 року Любичич перейшов у «Рапід» (Відень), підписавши із столичним клубом трирічний контракт..
У червні 2022 року загребське «Динамо» заявило про підписання Любичича.

## Виступи за збірну
2019 року Любичич провів 2 матчі за юнацьку збірну Хорватії до 20 років, але 2020 року вирішив виступати за Австрію і провів один матч у складі молодіжної збірної Австрії.

## Статистика виступів

### Статистика клубних виступів
| Сезон             | Команда            | Чемпіонат         | Чемпіонат | Чемпіонат | Національний кубок | Національний кубок | Національний кубок | Континентальні кубки | Континентальні кубки | Континентальні кубки | Інші змагання | Інші змагання | Інші змагання | Усього | Усього | Усього |
| Сезон             | Команда            | Ліга              | Ігор      | Голів     | Ліга               | Ігор               | Голів              | Ліга                 | Ігор                 | Голів                | Ліга          | Ігор          | Голів         | Ігор   | Голів  |        |
| ----------------- | ------------------ | ----------------- | --------- | --------- | ------------------ | ------------------ | ------------------ | -------------------- | -------------------- | -------------------- | ------------- | ------------- | ------------- | ------ | ------ | ------ |
| 2017–18           | «Санкт-Пельтен ІІ» | РЛ                | 11        | 1         |                    | -                  | -                  |                      | -                    | -                    |               | -             | -             | 11     | 1      |        |
| 2017–18           | «Санкт-Пельтен»    | БЛ                | 3+2       | 1+0       | КА                 | 0                  | 0                  |                      | -                    | -                    |               | -             | -             | 5      | 1      |        |
| 2018–19           | «Санкт-Пельтен»    | БЛ                | 22        | 1         | КА                 | 3                  | 1                  |                      | -                    | -                    |               | -             | -             | 25     | 2      |        |
| Усього за кар'єру | Усього за кар'єру  | Усього за кар'єру | 38        | 3         |                    | 3                  | 1                  |                      | -                    | -                    |               | -             | -             | 41     | 4      |        |

## Особисте життя
Його брат, Деян Любичич (нар. 1997), також футболіст.

## Титули і досягнення
- Володар Суперкубка Хорватії (2):

«Динамо»: 2022, 2023
- Чемпіон Хорватії (1):

«Динамо»: 2022-23